# Zoël Amberg
Zoël Amberg (Stans, 25 de setembro de 1992) é um automobilista suíço.
Em outubro de 2010, Amberg fez a sua estreia num carro da GP3 Series, tendo participado nos dois testes de pós-temporada em Estoril e Jerez com a equipe Jenzer Motorsport, e em março de 2011 foi anunciado que ele tinha sido contratado para competir pela ATECH CRS GP na temporada 2011. Ele disputou algumas etapas da temporada de 2015 da GP2 Series pela equipe Lazarus.